# Episodi di Walker (seconda stagione)
La seconda stagione della serie televisiva Walker è stata trasmessa in prima visione sul canale statunitense The CW, dal 28 ottobre 2021 al 23 giugno 2022.
In Italia, la stagione è stata trasmessa in prima visione assoluta su Italia 1 dal 9 marzo al 13 aprile 2024.
| nº | Titolo originale           | Titolo italiano              | Prima TV USA     | Prima TV Italia |
| -- | -------------------------- | ---------------------------- | ---------------- | --------------- |
| 1  | They Started It            | La faida                     | 28 ottobre 2021  | 9 marzo 2024    |
| 2  | The One Who Got Away       | L'uomo del passato           | 4 novembre 2021  | 9 marzo 2024    |
| 3  | Barn Burner                | L'incendio                   | 11 novembre 2021 | 10 marzo 2024   |
| 4  | It's Not What You Think    | Lo stratagemma               | 18 novembre 2021 | 10 marzo 2024   |
| 5  | Partners and Third Wheels  | Il terzo incomodo            | 2 dicembre 2021  | 16 marzo 2024   |
| 6  | Douglas Fir                | L'albero di Natale           | 9 dicembre 2021  | 16 marzo 2024   |
| 7  | Where Do We Go From Here   | La giornata del noi          | 13 gennaio 2022  | 17 marzo 2024   |
| 8  | Two Points for Honesty     | Il peso della responsabilità | 20 gennaio 2022  | 17 marzo 2024   |
| 9  | Sucker Punch               | Sucker Punch                 | 27 gennaio 2022  | 23 marzo 2024   |
| 10 | Nudge                      | Aspettare non serve          | 3 marzo 2022     | 24 marzo 2024   |
| 11 | Boundaries                 | Troppi segreti               | 10 marzo 2022    | 24 marzo 2024   |
| 12 | Common Ground              | Punto d'incontro             | 31 marzo 2022    | 30 marzo 2024   |
| 13 | One Good Thing             | La tua cosa bella            | 7 aprile 2022    | 30 marzo 2024   |
| 14 | No Such Thing as Fair Play | Fair play                    | 14 aprile 2022   | 31 marzo 2024   |
| 15 | Bygones                    | Il passato è passato         | 28 aprile 2022   | 31 marzo 2024   |
| 16 | Champagne Problems         | Champagne                    | 5 maggio 2022    | 6 aprile 2024   |
| 17 | Torn                       | Gli infiltrati               | 2 giugno 2022    | 6 aprile 2024   |
| 18 | Search and Rescue          | Alta quota                   | 9 giugno 2022    | 7 aprile 2024   |
| 19 | A Matter of Miles          | Ora arriveranno              | 16 giugno 2022   | 7 aprile 2024   |
| 20 | Something's Missing        | L'ultima corsa               | 23 giugno 2022   | 13 aprile 2024  |

## La faida
- Titolo originale: They Started It
- Diretto da:
- Scritto da:

## L'uomo del passato
- Titolo originale: The One Who Got Away
- Diretto da:
- Scritto da:

## L'incendio
- Titolo originale: Barn Burner
- Diretto da:
- Scritto da:

## Lo stratagemma
- Titolo originale: It's Not What You Think
- Diretto da:
- Scritto da:

## Il terzo incomodo
- Titolo originale: Partners and Third Wheels
- Diretto da:
- Scritto da:

## L'albero di Natale
- Titolo originale: Douglas Fir
- Diretto da:
- Scritto da:

## La giornata del noi
- Titolo originale: Where Do We Go From Here
- Diretto da:
- Scritto da:

## Il peso della responsabilità
- Titolo originale: Two Points for Honesty
- Diretto da:
- Scritto da:

## Sucker Punch
- Titolo originale: Sucker Punch
- Diretto da:
- Scritto da:

## Aspettare non serve
- Titolo originale: Nudge
- Diretto da:
- Scritto da:

## Troppi segreti
- Titolo originale: Boundaries
- Diretto da:
- Scritto da:

## Punto d'incontro
- Titolo originale: Common Ground
- Diretto da:
- Scritto da:

## La tua cosa bella
- Titolo originale: One Good Thing
- Diretto da:
- Scritto da:

## Fair play
- Titolo originale: No Such Thing as Fair Play
- Diretto da:
- Scritto da:

## Il passato è passato
- Titolo originale: Bygones
- Diretto da:
- Scritto da:

## Champagne
- Titolo originale: Champagne Problems
- Diretto da:
- Scritto da:

## Gli infiltrati
- Titolo originale: Torn
- Diretto da:
- Scritto da:

## Alta quota
- Titolo originale: Search and Rescue
- Diretto da:
- Scritto da:

## Ora arriveranno
- Titolo originale: A Matter of Miles
- Diretto da:
- Scritto da:

## L'ultima corsa
- Titolo originale: Something's Missing
- Diretto da:
- Scritto da: